# Erich Hückel
Erich Armand Arthur Joseph Hückel, ForMemRS, (Charlottenburg, Berlín, 9 d'agost de 1896 – Marburg, 16 de febrer de 1980), fou un físic i químic-físic alemany conegut principalment per la teoria de Debye-Hückel per a solucions electrolítiqques i el mètode de Hückel per al càlcul aproximat dels orbitals moleculars (MO) en sistemes d'electrons π.

## Biografia
Des de 1914 fins a 1921 va estudiar Física i Matemàtiques a la Universitat de Göttingen on finalment es va doctorar.
Va ser professor ajudant a Göttingen però molt aviat va anar a l'ETH de Zürich per ser ajudant de Peter Debye. Va ser allà on l'any 1923 van desenvolupar la seva teoria de les solucions electrolítiques, explicant el comportament dels electròlits forts i la seva conductivitat tenint en compte les forces inter iòniques i els coeficients termodinàmics d'activitat.
Després de fer estada a Anglaterra i Dinamarca els anys 1928 i 1929 treballant amb Niels Bohr, va ser professor de la Technische Hochschule de Stuttgart. L'any 1935 va anar a la Universitat Phillips de Marburg on va ser nomenat professor catedràtic un any abans de la seva jubilació l'any 1961.
Va ser membre de la Acadèmia internacional de ciència quàntica molecular. L'any 1965 va rebre el Premi Otto Hahn de Química i Física.

## Teoria de les molècules orgàniques insaturades
Hückel és conegut principalment pel desenvolupament de mètodes simplificats de mecànica quàntica relatius a molècules orgàniques insaturades planars. L'any 1930 va proposar la teoria de la separació σ/π per explicar la rotació restringida dels alquens. Aquest model és una ampliació de l'any 1929 a la interpretació dels enllaços en l'oxígen triplet de Lennard-Jones. D'acord amb Hückel, solament l'enllaç σ etilènic és axialment simètric sobre l'eix C - C i no ho és l'enllaç π, fet que restringeix la rotació. L'any 1931 va generalitzar l'anàlisi formulant l'enllaç de valència (VB) i l'orbital molecular (MO) del benzè i altres hidrocarburs cíclics conjugats. Encara que sense cap dubte són un dels pilars de la química orgànica, els conceptes de Hückel van ser injustament desapercebuts durant dues dècades. Cal tenir present que la seva falta d'habilitats de comunicació també va contribuir.
La famosa regla 4n + 2 de Hückel per a determinar si les molècules formades per anells amb enllaços C = C mostrarien propietats aromàtiques va ser definitivament establerta per primera vegada per Doering en un article de 1951 sobre la tropolona. La tropolona havia estat reconeguda com una molècula aromàtica per Dewar l'any 1945.
El 1936, Hückel va desenvolupar la teoria de biradicals pi-conjugats. El primer exemple, conegut com l'hidrocarbur Schlenk-Brauns, havia estat descobert el mateix any. El mèrit d'explicar els biradicals es dona generalment a Christopher Longuet-Higgins l'any 1950.
El 1937 Hückel va refinar la seva teoria de MO per a electrons pi en les molècules orgàniques insaturades. Això encara s'utilitza de tant en tant com una aproximació, tot i que el mètode PPP Pariser-Parr-Pople, més precís, el va succeir el 1953. " Extended Hückel MO theory " (EHT) s'aplica als electrons sigma i pi, i té el seu origen en el treball de William Lipscomb i Roald Hoffmann per a molècules no planes de 1962.